# Cerveza de Inglaterra

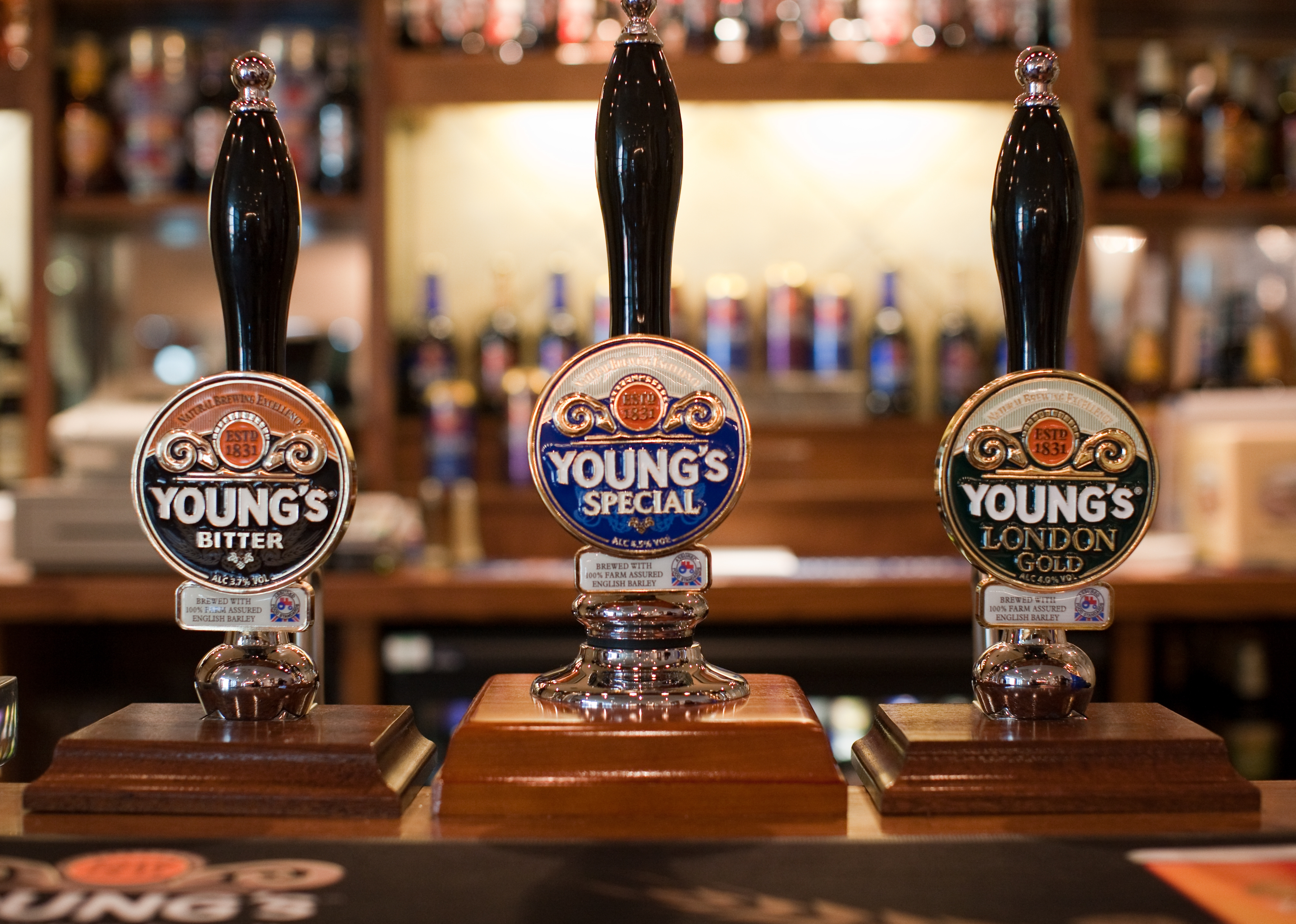
Una marca de cerveza de Inglaterra.

La cerveza en Inglaterra se ha elaborado durante cientos de años. Como país productor de cerveza, Inglaterra es conocida por su cerveza de barril fermentada superior (también llamada Ale real) que termina madurando en la bodega del pub en lugar de en la cervecería y se sirve con carbonatación natural.
Los estilos de cerveza inglesa incluyen bitter, mild, brown ale y old ale. Las stout, porter e India Pale Ale también se elaboraron originalmente en Londres. Otros desarrollos modernos incluyen la consolidación de cerveceros grandes en corporaciones multinacionales; crecimiento del consumo de cerveza; expansión de microcervecerías y mayor interés en cervezas con botella acondicionada.

## Lecturas relacionadas
- G. Long, ed. "Ale". The penny cyclopædia. Society for the diffusion of useful knowledge. 1833. p 285.